# 六本木エネルギーサービス
六本木エネルギーサービス株式会社（ろっぽんぎエネルギーサービス）は、六本木ヒルズ（東京都港区六本木）に電気と熱（暖房用の蒸気と冷房用の冷水）を供給している会社である。本社は六本木ヒルズ森タワーの最下階の地下6階にあり、「六本木ヒルズエネルギーセンター」と同様に併設されている。ガスタービンコージェネレーションシステム、蒸気ボイラー、吸収式冷凍機などの設備を有しており、六本木ヒルズで使用される電気と熱の大部分を供給している。地上から真下の地下約30mの位置にある。

## 設備
エネルギーセンターには、発電機に接続された航空機転用型のガスタービン6基（電気出力6,360 kW）と蒸気タービン1基（電気出力500 kW）が設置されており、発電能力の合計は機関への吸気温度にも依存するが公称38,660 kWである。ガスタービンは都市ガスを燃料としており、またタービンに排熱を用いて蒸気発生器で作られた蒸気を還流的に噴射して低NOx化と出力を上げることもできる（熱電可変型）。また、非常時には出力は落ちるが灯油を使用することもでき、非常用の灯油が六本木ヒルズに備蓄されている。
ガスタービンの熱い排気ガスは、廃熱ボイラーで蒸気を発生させるために利用される。エネルギーセンターには、都市ガスを燃料とする複数台の蒸気ボイラー（蒸気発生量合計79.6 t/h）が別にあり、廃熱ボイラーと蒸気ボイラーで発生された蒸気は、暖房のために供給されるほか、蒸気吸収冷凍機（冷凍能力合計19,000 Rt）で利用される。冷凍機で作り出された冷水は、冷房のために供給される。